# Le Diable amoureux
Le Diable amoureux (sous-titré Nouvelle espagnole) est un roman de Jacques Cazotte publié en 1772. Ce texte est considéré par Pierre-Georges Castex comme précurseur du récit fantastique.

## Résumé
Un jeune homme, Alvare, décide par forfanterie de convoquer le diable en compagnie de trois amis. Le diable lui apparaît sous cinq formes : 
- 1- celle de l'horrible tête de chameau
- 2- celle d'un épagneul
- 3- celle d'un page qu'il s'empresse de nommer Biondetto
- 4- celle d'une chanteuse et harpiste qui est nommée Fiorentina
- 5- et enfin, sous celle de Biondetta, une femme d'une grande beauté

Alvare s'efforce de résister aux séductions et aux agaceries de Biondetta. Il décide enfin de présenter Biondetta à sa mère pour pouvoir l'épouser. En chemin, ils s'arrêtent pour participer à une noce et comme on les a pris pour mari et femme, ils se retrouvent dans la même chambre. Au moment ultime, Biondetta jette le masque pour rappeler qu'elle est Belzébuth.

## Illustrations

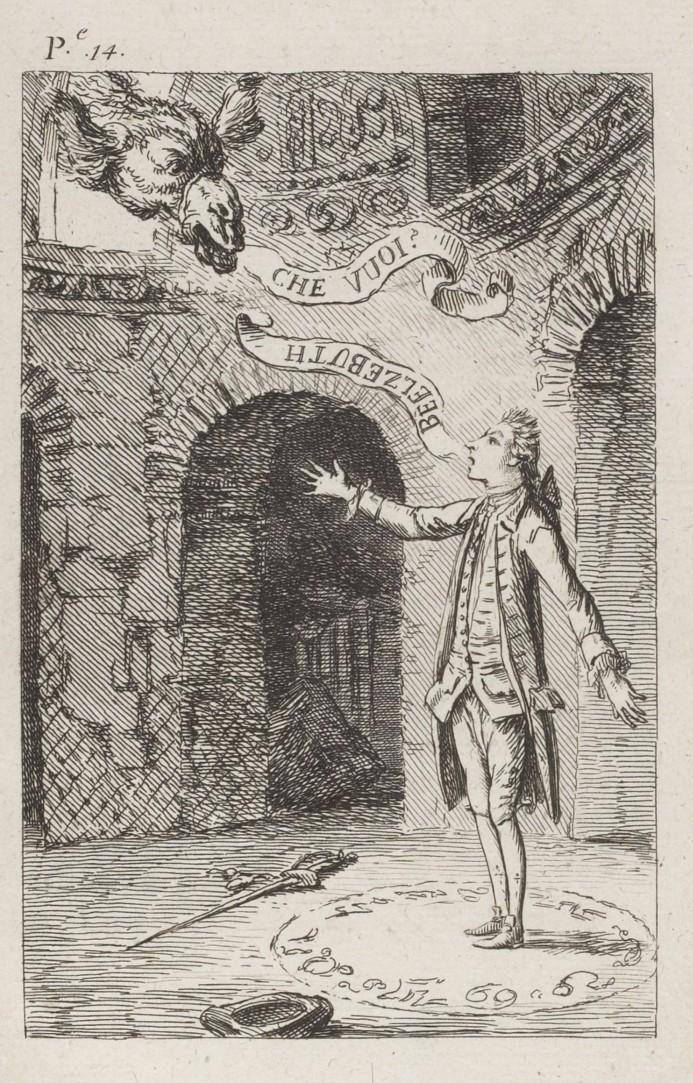
Gravure pour l'édition originale du Diable amoureux de Jacques Cazotte (1772), attribuée à Jean-Michel Moreau.

L'édition originale est accompagnée de six gravures attribuées à Jean-Michel Moreau. Cependant, Marie-Joseph-François Mahérault, s'appuyant sur la préface de l'œuvre, avance l'hypothèse que Clément-Pierre Marillier et peut-être Charles-Nicolas Cochin ont contribué à cette série : 

« La manière habituelle du dessinateur se cache ici avec tant d'adresse, sous une apparente ignorance de l'art, que le connaisseur le plus expérimenté et le plus sagace serait fort embarrassé d'attribuer aucun de ces dessins à tel artiste plutôt qu'à tel autre. »

### Influences
Le Diable amoureux est à l'origine du graphe du désir établi par Jacques Lacan. À partir du "Che vuoi ? Que veux-tu ? " du diable transformiste de la nouvelle, le psychanalyste isole en effet l'une des formules majeures de la dialectique du désir.

## Adaptations

### Ballets
- Le Diable amoureux a inspiré à Joseph Mazilier un ballet (Le Diable amoureux) représenté à l'Opéra de Paris le 23 septembre 1840, sur une musique de François Benoist et Napoléon Henri Reber. Marius Petipa le reprend à Saint-Pétersbourg en 1848, sous le titre Satanella.
- Une autre version, due à Filippo Taglioni, est représentée le 28 avril 1852 à l'Opéra de Berlin. Elle a pour titre Satanella oder Metamorphosen. Marie Taglioni y tient l'un des rôles principaux. Le compositeur anglais Michael William Balfe (1808-1870) s'en inspira pour écrire son opéra Satanella, créé à Londres en 1858, et enregistré chez Naxos.
- Un ballet-féerie de Roland Petit, sur une idée de Jean Anouilh d'après l'œuvre de Jacques Cazotte. Le diable tombe amoureux d'un jeune homme et prend l'apparence d'une jeune fille androgyne pour le séduire.